# Jake Foster
John Lewis Foster, detto Jake (Shanghai, 11 maggio 1931 – 28 gennaio 2013), è stato un pallanuotista australiano.
Ha partecipato, come membro dell'Australia, alle Olimpiadi di Helsinki 1952 e di Melbourne 1956
Era il padre degli atleti olimpici Margot Foster e Peter Foster.